# 遠山口站
遠山口站（日语：／ Tōyamaguchi eki */?）是位於長野縣下伊那郡天龍村平岡，日本國有鐵道（國鐵）飯田線車站（廢站）。隨著建設平岡水壩，使天龍川水位上升，飯田線改經鐵橋，此站廢止。

## 車站構造
車站是一座地面車站，設有1面1線單式月台。

## 車站周邊
車站位於遠山川南邊。隨著飯田線舊鐵橋停用，路線改經新吊橋後，此站停用。現時舊鐵橋與新吊橋並行。車站名稱取自遠山鄉。

## 歷史
- 1937年（昭和12年）3月1日 - 三信鐵道（日语：三信鉄道）開設遠山口停留場。為旅客車站[1]。
- 1943年（昭和18年）8月1日 - 三信鐵道被國有化，成為飯田線的一部分[4]。同時升級至車站，名為遠山口站。
- 1951年（昭和26年）7月25日 - 車站廢止[2]。

## 相鄰車站
日本國有鐵道
飯田線
平岡－遠山口－為栗

## 注腳
1. 1 2  信濃毎日新聞社出版部. . 信濃毎日新聞社. 2011-07-24: 340. ISBN 9784784071647.
2. 1 2  「日本国有鉄道公示第183号」『官報』1951年7月24日（國立國會圖書館數碼化收藏）
3. ↑  牛山隆信. . 自由國民社. 2017: 107 （日语）.
4. ↑  曾根悟（日语：曽根悟）（監修）. 朝日新聞出版分冊百科編集部（編集） , 编. . 週刊 歴史でめぐる鉄道全路線 国鉄・JR (朝日新聞出版). 2009-07-26, (3): 15–17 （日语）.